# Borgo Vigentino en Milán (Boccioni)
Borgo Vigentino en Milán también conocido como Il Borgo di Milano es una obra de arte pintada al óleo sobre lienzo realizada entre 1910 y 1911 por el pintor Umberto Boccioni en Milán en su estudio de Via Adige, cerca de Porta Vigentina-Via Ripamonti.

## Descripción
La obra es realizada por Boccioni en su apartamento en Via Adige en el número 23 de Milán, observando el área de la puerta  Porta Romana - Vigentina-Via Ripamonti, cerca del Museo Fondazione Prada. Hoy el barrio se identifica con la moda y el arte de lujo innovadores.